# Animação chinesa
Animação chinesa (chinês tradicional: 中國動畫, chinês simplificado: 中国动画, pinyin: Zhōngguó dònghuà), ou Donghua, em um sentido estrito,  refere-se à animação feita na China.

## História
No primeiro século A.C., o artesão Chinês Ding Huan (丁緩) inventou um dispositivo "no qual muitos estranhos pássaros e animais misteriosos foram anexados" que diziam ter "mudado de forma muito natural", mas não está claro se este e a outros dispositivos que o historiador Joseph Needham chama de "uma variedade de Zootropo" envolvido qualquer verdadeira ilusão de animação ou simplesmente destaque estático ou mecanizada figuras realmente se movendo através do espaço.
A animação moderna na China começou em 1918, quando uma parte de animação dos Estados Unidos, intitulado Out Of The Inkwell desembarcou em Xangai. Clipes de desenho foram usados pela primeira vez em anúncios de produtos nacionais. Embora a indústria da animação não tenha começado até a chegada  Irmãos Wan em 1926. Os Irmãos  Wan produziram o primeiro filme de animação Chinês com som,A dança do Camelo, em 1935. O primeiro filme de animação de notável comprimento foi Princess Iron Fan em 1941. Princess Iron Fan  foi o primeiro longa-metragem de animação na Ásia, e teve grande impacto na animação japonesa do tempo  da 2ª guerra, Momotarō, e, mais tarde, em Osamu Tezuka. a China estava relativamente em ritmo com o resto do mundo até meados da década de 1960, com Estragos no Céu, dos Irmãos Wan, a ganhar vários prêmios internacionais.
A  era de ouro da animação chinesa teria chegado ao fim, após o início da Revolução Cultural , em 1966. Muitos animadores foram forçados a sair. Se não for a condições económicas adversas, os maus-tratos dos Guardas Vermelhos iria ameaçar o seu trabalho. O sobrevivente animações inclinar-se mais para perto de propaganda. Na década de 1980, o Japão iria emergir como a animação potência do Extremo Oriente, deixando-o da China indústria de longe em reputação e a produtividade. Embora as duas principais alterações que podem ocorrer na década de 1990, acendendo algumas das maiores alterações desde a exploração períodos. A primeira é uma mudança política. A implementação de uma economia de mercado socialista iria empurrar tradicionais economia planificada sistemas. já Não seria uma entidade única limite da indústria de saída e a de rendimentos. O segundo é uma evolução tecnológica, com a chegada da Internet. Novas oportunidades surgem a partir de animações em flash e conteúdo tornou-se mais aberto. Hoje a China é drasticamente a reinventar-se na indústria da animação, com maiores influências de Hong Kong e Taiwan.

## Terminologia
A animação chinesa atual pode ser descrita em duas categorias. O primeiro tipo são Animações Convencionais , produzidos por empresas de entidades bem-financiadas. Essas animações seguem as linhas dos desenhos tradicionais em 2D ou dos modernos em 3D CG animado, distribuídos através de cinemas, DVD ou transmissão na TV. Este formato pode ser resumido como uma indústria revigorada que vem com tecnologia avançada e mão de obra de baixo custo.
O segundo tipo são os Webtoons, produzidos por empresas ou, algumas vezes, por indivíduos. Essas animações são, geralmente, animações em flash que variam de produções amadoras até as de alta qualidade, oferecidas publicamente em vários sites. Enquanto a comunidade global tem sempre avaliado o sucesso da indústria pelas vendas, esse formato não pode ser negado ao se medir por hits (algoritmo) entre uma população de 1,3 bilhões apenas na China continental. O mais importante é que ele oferece uma maior liberdade de expressão no auge do potencial da publicidade.

## Características
Na década de 1920, o pioneiro Wan irmãos acreditavam que a animação deve enfatizar em um estilo de desenvolvimento que foi exclusivamente Chinês. Este rígida filosofia ficou com o setor durante décadas. As animações foram, essencialmente, uma extensão de outras facetas do Chinês de artes e cultura, de desenho, de mais conteúdo de antigos folklores e manhua. Um exemplo de um Chinês tradicional animação de personagem seria Rei Macaco, um caráter de transição da literatura clássica Jornada para o Oeste para a 1964 animação Estragos no Céu. Também desenho na tradição era a tinta-lavagem de animação desenvolvido por animadores Te Wei e Qian Jiajun , na década de 1960. Baseado em Chinês tinta-lavagem de pintura, vários filmes foram produzidos neste estilo, começando com Onde está Mamãe (1960). no Entanto, a técnica foi demorado e foi gradualmente abandonada pelos estúdios de animação.
O conceito de Chinês animações começaram a soltar-se, nos últimos anos, sem fecho em particular, um estilo. Um dos primeiros revolucionária mudança foi em 1995 manhua animação adaptação Cyber-Arma Z. O estilo consiste de caracteres que são praticamente indistinguíveis de qualquer tipo de anime, mas ele é classificado como Chinês animação. Pode-se dizer que as produções não são, necessariamente, limitada a qualquer uma técnica; que a água de tinta, marionetes, computador de CG são todos os demonstrado no art.
Mais recentes ondas de animações desde a década de 1990, especialmente animações em flash, estão tentando romper com a tradição. Em 2001, a Revista Time Ásia Edição avaliaria o Taiwanês webtoon carácter Um-tsung se como um dos top 100 novas figuras na Ásia. A aparência de Um-kuei com a cabeça grande, provavelmente magra, muito perto das crianças do material como Doraemon. Assim, alterações como essa significar um hotel acolhedor, de transição, uma vez que o folclore-como os personagens sempre tiveram um tempo difícil ganhar apelo internacional. GoGo Top magazine, a primeira semanais Chinês animação revista, realizou uma pesquisa e mostrou que apenas 1 dos 20 personagens favoritos entre as crianças, na verdade, foi criado internamente na China.
Em 1998, Wang Xiaodi zh:王小棣 dirigiu o longa-metragem de animação longa-metragem "a Vovó e Seus Fantasmas" zh:魔法阿媽.

## Convencionais de animação do mercado
A partir da demografia perspectiva, o mercado consumidor identificou 11% do público estão sob a idade de 13 anos, com 59% entre os 14 e os 17 e os 30% mais de 18 anos de idade. Potencialmente 500 milhões de pessoas poderiam ser identificados como de desenhos animados consumidores. a China tem 370 milhões de crianças, uma das maiores do mundo, a animação do público.
Do ponto de vista financeiro, Quatech Pesquisa de Mercado inquiridos com idades entre 14 e 30, em Pequim, Xangai e Guangzhou e descobriu que mais de 1,3 mil milhões de RMB (cerca de US $163 milhões) foi gasto em desenhos animados a cada ano, mas mais de 80% dos fluxos de receitas em linha reta fora do país. Outros estudos mostram que 60% ainda prefiro o anime Japonês, 29% preferem os Americanos, e apenas 11 por cento favor, aqueles feitos pelo interior da china, Taiwan ou Hong Kong animadores.
Desde 2006, o governo Chinês considerou que a animação como um sector-chave para o nascimento de uma nova identidade nacional e para o desenvolvimento cultural na China. O governo já começou a promover o desenvolvimento do cinema e séries de TV com o objetivo de atingir 1% do PIB nos próximos cinco anos, contra um investimento de cerca de RMB250-350 milhões (€29-41 milhões). Ele apoiou o nascimento de cerca de 6000 estúdios de animação e 1300 universidades que oferecem animação estudos. Em 2010, a 220.000 minutos de animações foram produzidas, tornando a China o maior produtor mundial de desenhos animados na TV.
Em 1999 Xangai Filme de Animação do Estúdio passou de 21 milhões de RMB (cerca de US $2,6 milhões) produzir a animação Lotus Lanterna. O filme ganhou uma renda de mais de RMB 20 milhões (cerca de US $2,5 milhões), mas não conseguiu capitalizar qualquer produtos relacionados. A mesma empresa disparou uma série de desenhos animados Música em 2001, e, embora 66% dos seus lucros vieram da venda de produtos relacionados, ficam muito atrás estrangeiros animações.
2007 marcou a estreia do Chinês populares da Série, A Lenda de Qin. Ele gabava-se de gráficos 3d impressionantes e um enredo envolvente. A terceira temporada foi lançada em 23 de junho de 2010. Sua quarta temporada está em produção.
Um dos mais populares manhua em Hong Kong, foi Mestre Antigo Q. Os personagens foram transformados em desenho animado formas já em 1981, seguido por inúmeros animação adaptações, incluindo um ecrã panorâmico de lançamento do DVD em 2003. Enquanto as publicações manteve-se lendário por décadas, as animações sempre foram considerados mais de um fã de tributo. E este é outro sinal de que as novas gerações estão mais desconectados com os mais velhos, estilo de caracteres. Mais recentes animações como a Minha Vida como McDull também foi introduzido para expandir a tendência moderna.
Em 2005, o primeiro 3D CG-animado filme de Shenzhen, China, Através de Moebius Strip - estreia. Execução de 80 minutos, é o primeiro filme em 3D totalmente renderizados em China continental para a estreia no Festival de Cinema de Cannes. foi um primeiro passo fundamental para a indústria.
Em novembro de 2006, uma animação cimeira do fórum foi realizada para anunciar a China top 10 mais populares desenhos animados nacionais como Século Sonny, Tartaruga Hanba Histórias, do Detetive do Gato Preto, SkyEye, Lao Montanha Taoísta, Nezha Vence o Rei Dragão, a Jornada de Sanmao, Zhang Ga o Soldado Menino, O Rato Azul e o Grande com cara de Gato e 3000 Porquês do Gato Azul. Século Sonny é um 3D CG-série de TV animada com 104 episódios totalmente processado.
Em 2011 Vasoon de Animação lançado Kuiba. O filme conta a história de como um menino tenta salvar um mundo de fantasia de um monstro do mal que, sem saber, está dentro dele. O filme toma emprestado de um Japonês "sangue quente" de estilo, atualizar a audiência de pontos de vista sobre a china e animação. Kuiba foi aclamado pela crítica, no entanto, ele comercialmente caiu abaixo das expectativas.
Foi relatado que o CEO Wu Hanqing recebeu minoria ajuda de um fundo de capital de risco da Universidade de Tsinghua, para concluir "Kuiba." Este filme também tem a distinção de ser o primeiro Chinês a série de animação para entrar no mercado Japonês. a Partir de julho de 2012 a julho de 2013, YouYaoQi lançado cem mil piadas ruins.
O prêmio mais importante para os Chineses, a animação é o Macaco de Ouro Award.

## Animação em Flash mercado
Em 15 de setembro de 1999 FlashEmpire tornou-se o primeiro flash comunidade na China online. Enquanto ele começou com amadora conteúdo, foi uma das primeira vez que qualquer forma de user-generated contents foi oferecido no continente. No início de 2000, a média de 10.000 visitas diárias com mais de 5.000 individual de trabalho publicado. Hoje ele tem mais de 1 milhão de membros.
Em 2001, o Xiao Xiao, uma série de animações em flash sobre kung fu figuras se tornou um fenômeno da Internet , totalizando mais de 50 milhões de visitas, mais do que na China continental. Ele também se tornou popular no exterior, com vários artistas internacionais empréstimos a Xiao Xiao personagem para o seu próprio flash trabalho em sites como o Newgrounds.
Em 24 de abril de 2006 «Flashlands.com». www.flashlands.com foi lançado, hospeda uma variedade de alta qualidade animações em flash da China continental. O site é projetado para ser um dos primeiros cross-cultural local, permitindo que os falantes de inglês fácil acesso a produções nacionais. Embora o sucesso de o site ainda está para ser determinado.
Em outubro de 2006, «3G.LÍQUIDA.CN». www.3g.net.cn - pago 3 milhões de RMB (cerca de US$380,000) para produzir «Um Chinês odyssey». web.archive.org, a versão flash de Stephen Chow é Um Chinês Odisséia no formato flash.

## O papel do governo na indústria
Para cada trimestre, a Administração do Estado, de Imprensa, de Publicação, de Rádio, Cinema e Televisão anuncia a Circulação Doméstica de Animação Produções de Televisão, que é dado para as obras que "persistem com o valor correto de orientação" (坚持正确价值导向) e "possuir relativamente alta qualidade artística e de produção de normas" (具有较高艺术水准和制作水平), e recomenda as emissoras de televisão na China Continental , para dar prioridade quando a transmissão de tal série.

## Críticas
Estatísticas da China, a Administração Estatal de Rádio, Filme e Televisão (SARFT) indicar desenhos animados nacionais foi ao ar 1h 30 minutos de cada dia, de 1993 a 2002. E que, até o final de 2004, aumentou o tempo de aeração de desenhos animados nacionais para 2h por dia. A divisão solicitado um total de 2.000 províncias para se dedicar a um show de tempo de 60.000 minutos para bens produzidos domesticamente animações e quadrinhos de obras. Mas as estatísticas mostram que os animadores só pode dar bastante trabalho para a 20.000 minutos, deixando uma lacuna de mais de 40.000 minutos que só pode ser preenchido por estrangeiros programas. Apesar de insiders são supostamente criticando desenhos animados nacionais para sua ênfase na educação com entretenimento.
SARFT também têm uma história de tirar o protecionismo ações como a proibição de estrangeiros, como mostra Babe: Pig in a Cidade. Enquanto as estatísticas estão a revelar-se não houver número suficiente de materiais internos disponíveis[carece de fontes?]
, a administração continua a proibição de materiais estranhos. Em 15 de fevereiro de 2006, outro aviso é emitido para a proibição de desenhos animados, que incorporou ao vivo atores. Conforme relatado pela Agência de Notícias Xinhua, a comissão não deseja CGI e personagens 2D ao lado de atores humanos.[carece de fontes?]
Fazer isso seria colocar em risco a difusão, a fim de caseiro animação e enganar o seu desenvolvimento. Nem a proibição faz sentido lógico para o público em geral, de acordo com fontes estrangeiras.